# Морські лящі (рід)
Морські лящі, або брами (Brama) — рід променеперих риб з родини брамових. Поширені в помірних, субтропічних і тропічних водах всіх океанів. Морські пелагічні риби. Найбільша довжина тіла представників різних видів варіює від 8,2 до 100 см.

## Опис
Нижні щелепи стикаються по всій довжині, тому міжзябровий проміжок непомітний. Немає кіля на череві. Задній край хвостового плавника чорний. Спинний і анальний плавці покриті лускою, в їх основах лусочки не утворюють борозни, в яку могли б складатися плавці.

## Класифікація
У складі роду виділяють 8 видів:
- Brama australis Valenciennes, 1838
- Brama brama (Bonnaterre, 1788) — Атлантичний морський лящ
- Brama caribbea Mead, 1972 — Карибський морський лящ
- Brama dussumieri Cuvier, 1831 — Морський лящ Дюссюм'є
- Brama japonica Hilgendorf, 1878 — Японський морський лящ, або тихоокеанський морський лящ
- Brama myersi Mead, 1972 — Морський лящ Маєрса
- Brama orcini Cuvier, 1831 — Тропічний морський лящ
- Brama pauciradiata Moteki, Fujita & Last, 1995[4]